# Eurydike (planetka)
(75) Eurydike je planetka nacházející se v hlavním pásu asteroidů. Její průměr činí asi 56 km. Byla objevena 22. září 1862 německo-americkým astronomem C. H. F. Petersem.